# Barnes, Kansas
Barnes là một thành phố thuộc quận Washington, tiểu bang Kansas, Hoa Kỳ. Năm 2010, dân số của xã này là 159 người.

## Dân số
Dân số các năm:
- Năm 2000: 152 người
- Năm 2010: 159 người